# Stefano Oldani
Stefano Oldani (n. 10 ianuarie 1998, Milano, Italia) este un ciclist profesionist italian, care în prezent concurează pentru Alpecin-Fenix, echipă licențiată UCI ProTeam. În octombrie 2020, a fost inclus pe lista de start pentru Giro d'Italia 2020.

## Rezultate în Marile Tururi

### Turul Italiei
3 participări
- 2020: locul 98
- 2021: locul 79
- 2022: locul 84, câștigător al etapei a 12-a